# L'amante perduto
L'amante perduto è un film del 1999 diretto da Roberto Faenza.